# Roses (Krøyer)
Roses est un tableau peint par Peder Severin Krøyer en 1893. Il mesure 76,5 cm de haut sur 67,5 cm de large. Il est conservé au musée de Skagen, à Skagen, au Danemark.